# Albertas
Albertas ist ein männlicher Vorname. Er ist die litauische Variante von Albert.

## Personen
- Albertas Miškinis (*  1938), Politiker, Mitglied des Seimas
- Albertas Sereika (* 1966), Politiker, Mitglied des Seimas
- Albertas Sinevičius (* 1943), Manager und Politiker
- Albertas Šimėnas (* 1950), Politiker, ehemaliger Ministerpräsident
- Albertas Valys (* 1953), Rechtsanwalt, ehemaliger Justizminister
- Albertas Vasiliauskas (1935–2024), Forstwissenschaftler, Phytopathologe und Politiker